# Paradisea liliastrum
Paradisea liliastrum là một loài thực vật có hoa trong họ Măng tây. Loài này được (L.) Bertol. mô tả khoa học đầu tiên năm 1840.

## Hình ảnh

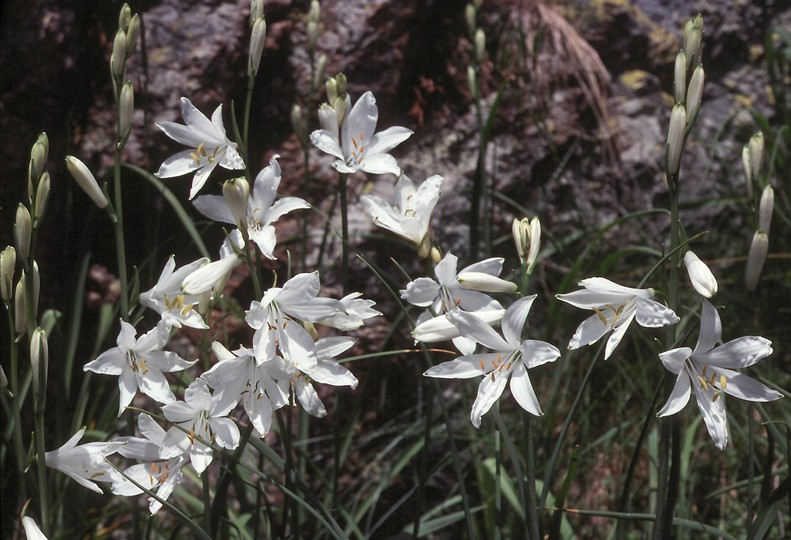
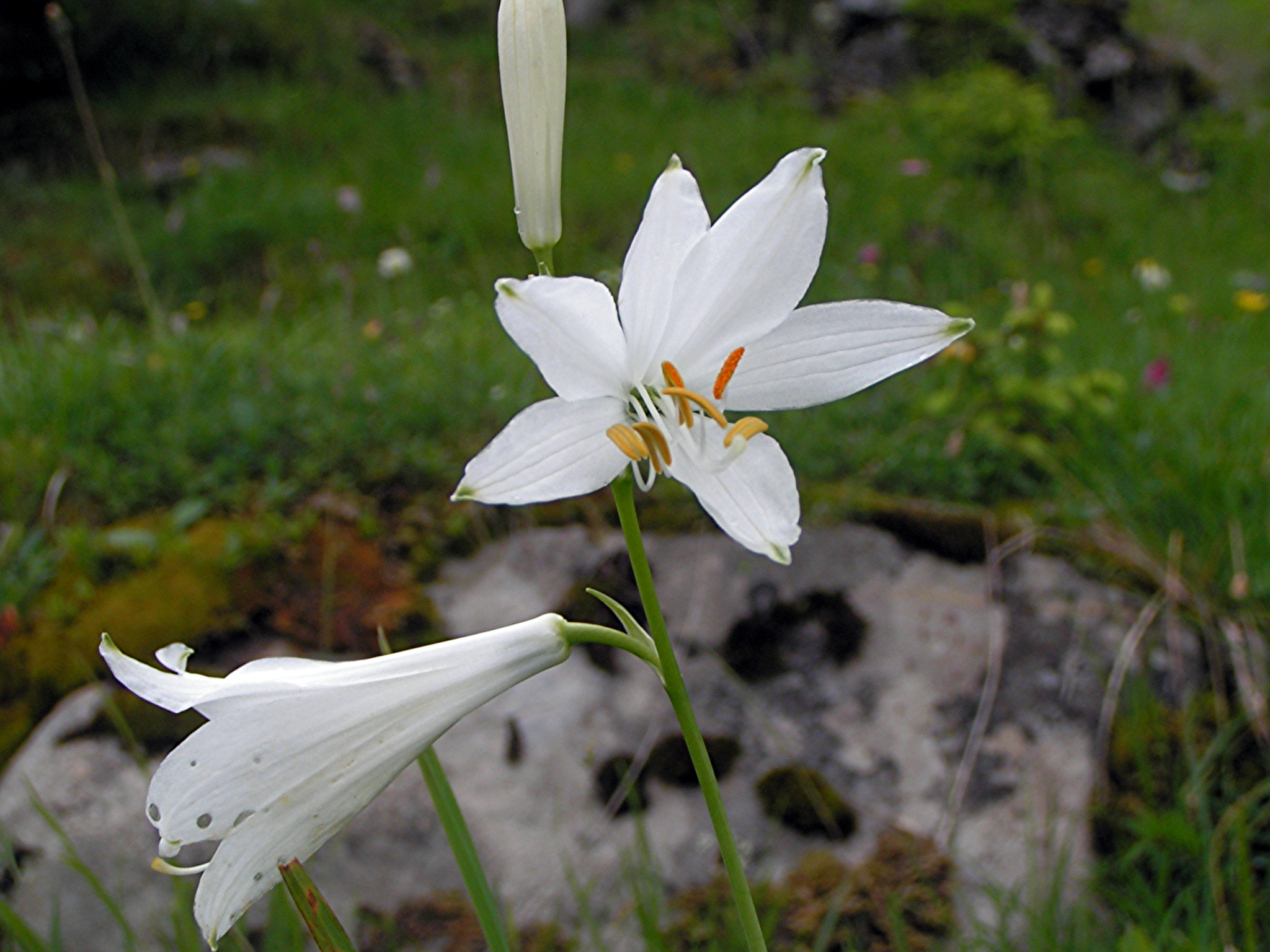
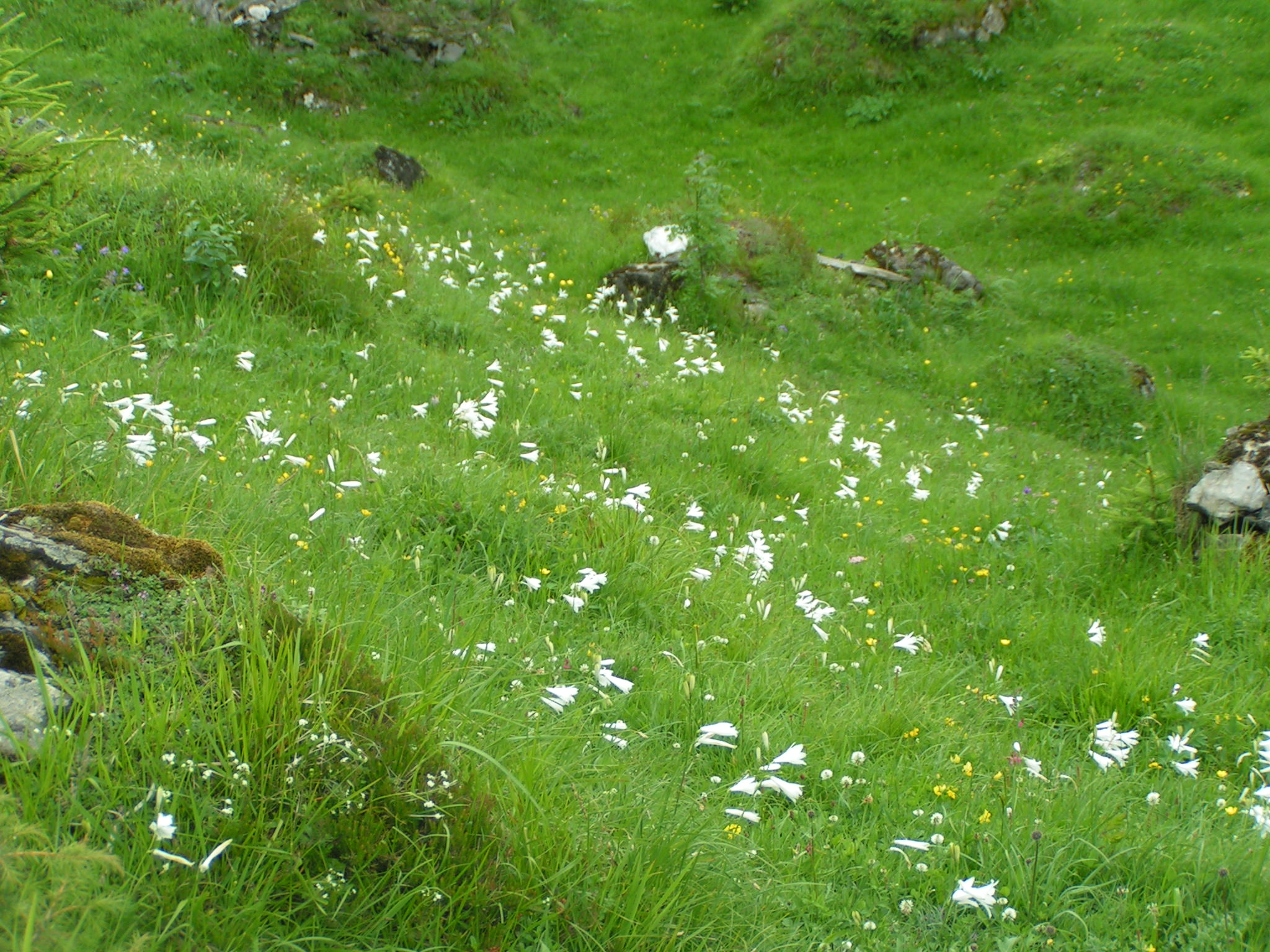
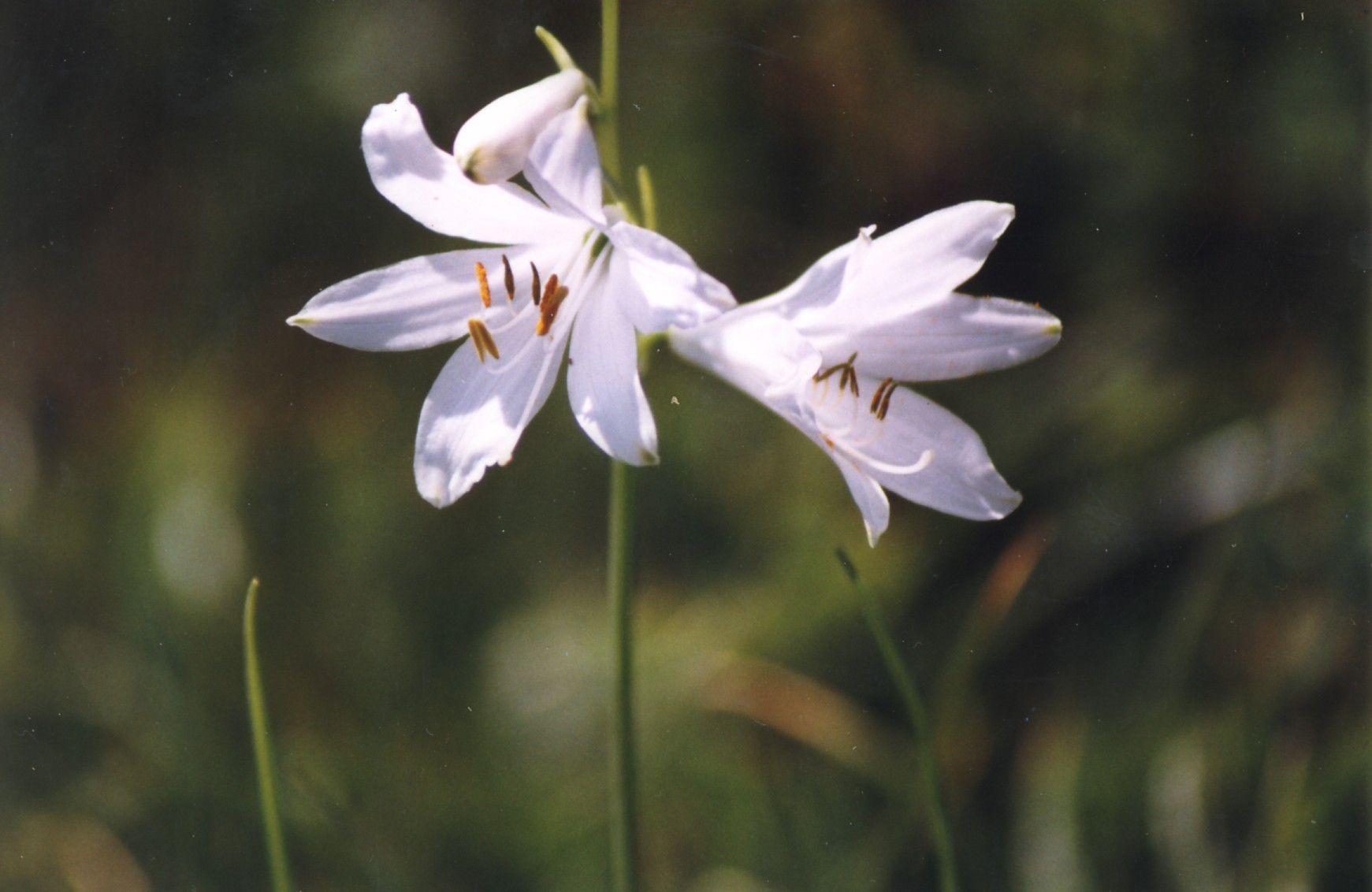